# گرت فردریکسن
گرت فردریکسن ورزشکار مرد رشتهٔ کانو اهل کشور سوئد است. وی در بین سال‌های ‎۱۹۴۸ تا ۱۹۶۰ میلادی در مسابقات بازی‌های المپیک تابستانی در مجموع ۸ مدال، شامل ۶ مدال طلا و ۱ نقره و ۱ برنز را کسب کرد.